# Little River (Acheron River)
Der Little River ist ein 22 Kilometer langer Fluss in der Mitte des australischen Bundesstaates Victoria. 
Er entspringt südlich der Siedlung Tweed Spur in der Blue Range und fließt nach Nordwesten, wo er bei Taggerty in den Acheron River mündet.